# Čelákovice (nádraží)
Čelákovice jsou železniční stanice v jižní části města Čelákovice v okrese Praha-východ ve Středočeském kraji na řece Labi. Leží na tratích Praha – Lysá nad Labem – Kolín, Čelákovice–Neratovice a Čelákovice–Mochov. Stanice je elektrizovaná stejnosměrnou napájecí soustavou 3 kV (trať Praha–Kolín). Ve městě se dále nacházejí železniční zastávky Čelákovice-Jiřina a Čelákovice zastávka.

## Historie
Stanice byla vybudována jakožto součást odbočného úseku trati z Lysé nad Labem na nádraží Praha-Těšnov (ještě dříve na provizorní nádraží Praha-Rohanský ostrov) v majetku Rakouské severozápadní dráhy (ÖNWB) primárně spojující Vídeň a Berlín. Autorem univerzalizované podoby stanic pro celou dráhu byl architekt Carl Schlimp. 4. října 1873 zde byl zahájen pravidelný provoz. Staniční budova prošla přestavbou v období mezi světovými válkami, kdy byla rozšířena a obdržela novou fasádu.

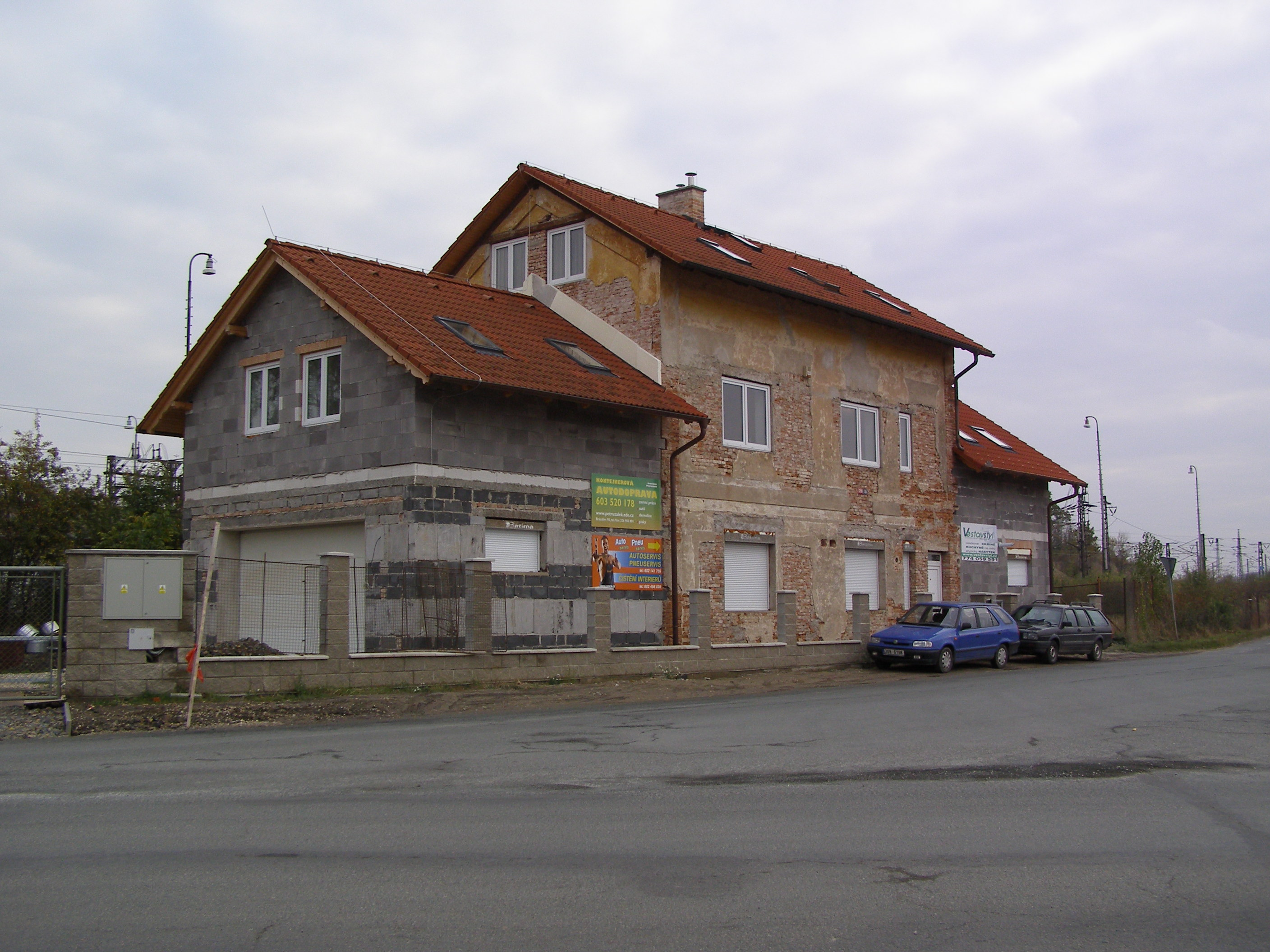
Pohled na železniční stanici společnosti ÖLEG pro brandýskou trať (dnes rezidenční objekt)

Počátkem 80. let 19. století obdržela společnost Rakouská společnost místních drah (ÖLEG) koncesi pro stavbu a provozování trati z Brandýsa nad Labem do vsi Mochov asi 4 kilometry jižně od Čelákovic. Základ budované tratě tvořila již existující vlečka do cukrovaru v Kostelci nad Labem. ÖLEG k obsluze své trati vybudovala novou výpravní budovu u brandýského zhlaví. Úplné železniční spojení s dalšími tratěmi v Neratovicích bylo dokončeno v roce 1899. Trať do Mochova zpočátku sloužila jen nákladní dopravě, v letech 1939–2006 a 2018–2021 zde byla provozována pravidelná osobní doprava.
Stanice byla elektrizována v roce 1976.
V letech 2017 až 2018 prošla stanice rozsáhlou rekonstrukcí s úpravou parametrů koridorové stanice: vznikla zde dvě nová nástupiště, jedno hranové a jedno ostrovní krytá přístřeškem s podchody vybavenými výtahy a elektronickým informačním systémem. Podchody je možno podejít kolejiště na opačnou stranu od staniční budovy. Projekt souvisí s přestavbou celého úseku ve směru na Nymburk, má dojít ke zvýšení bezpečnosti cestujících a úpravy úseku pro traťovou rychlost 140–160 km/h.
Od 13. června 2019 zde funguje cyklověž, úschovna na jízdní kola pro lidi, kteří na nich dojíždějí. Součástí je převlékárna, úschovna zavazadel či zásuvky s elektřinou.
Železniční stanice Čelákovice se ve 13. ročníku soutěže o Nejkrásnější nádraží roku 2019 umístila na druhém místě za nádražím Rozsochy u stejnojmenné obce v Kraji Vysočina.

## Popis
Stanicí prochází dvoukolejná trať Praha – Lysá nad Labem – Kolín a vychází z ní tratě do Neratovic a Mochova. Má 3 nástupiště a nádražní budovu. Kolejiště je nutno podejít podchody.

## Fotogalerie

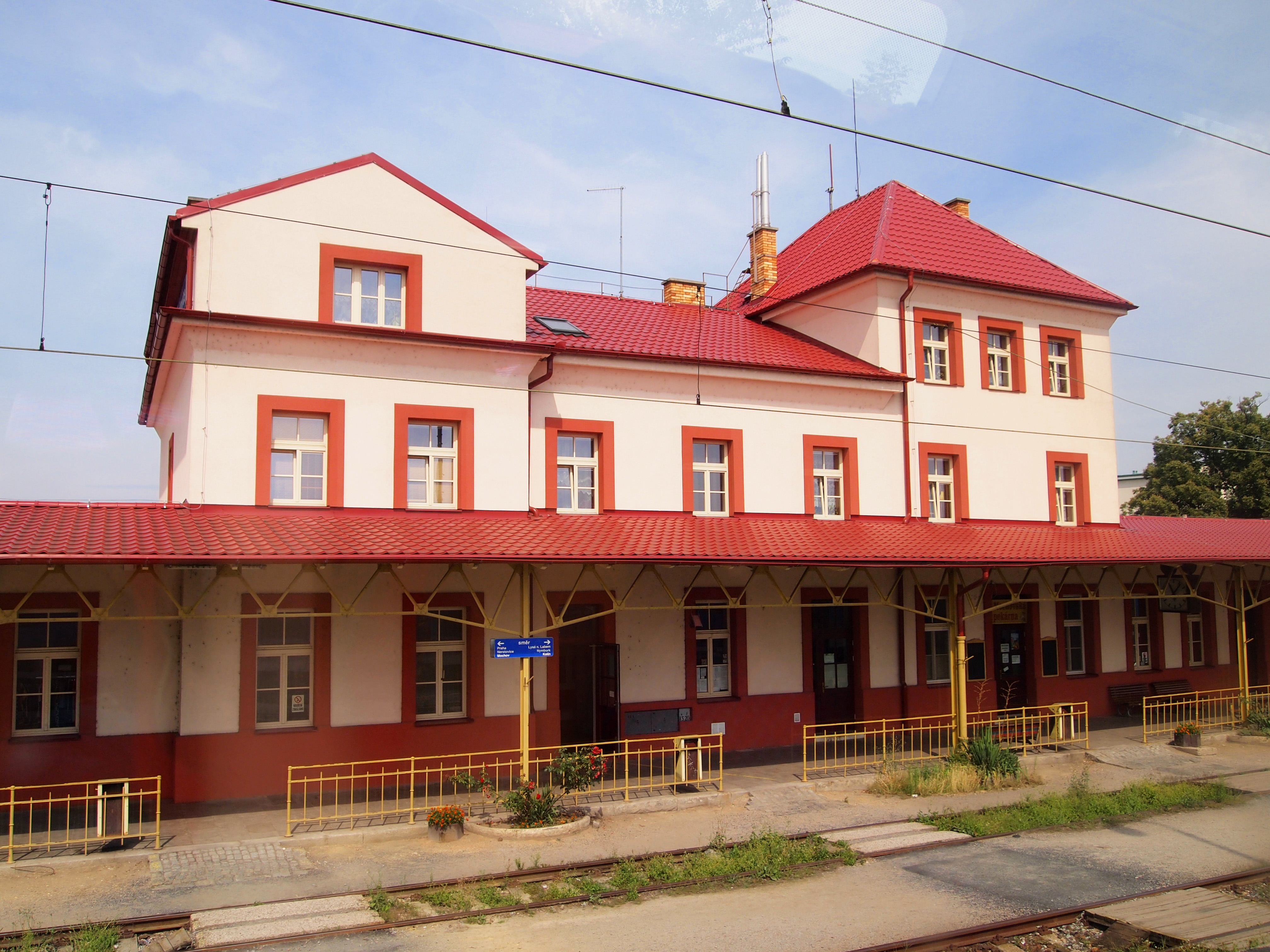
Nádraží před modernizací (r. 2014)
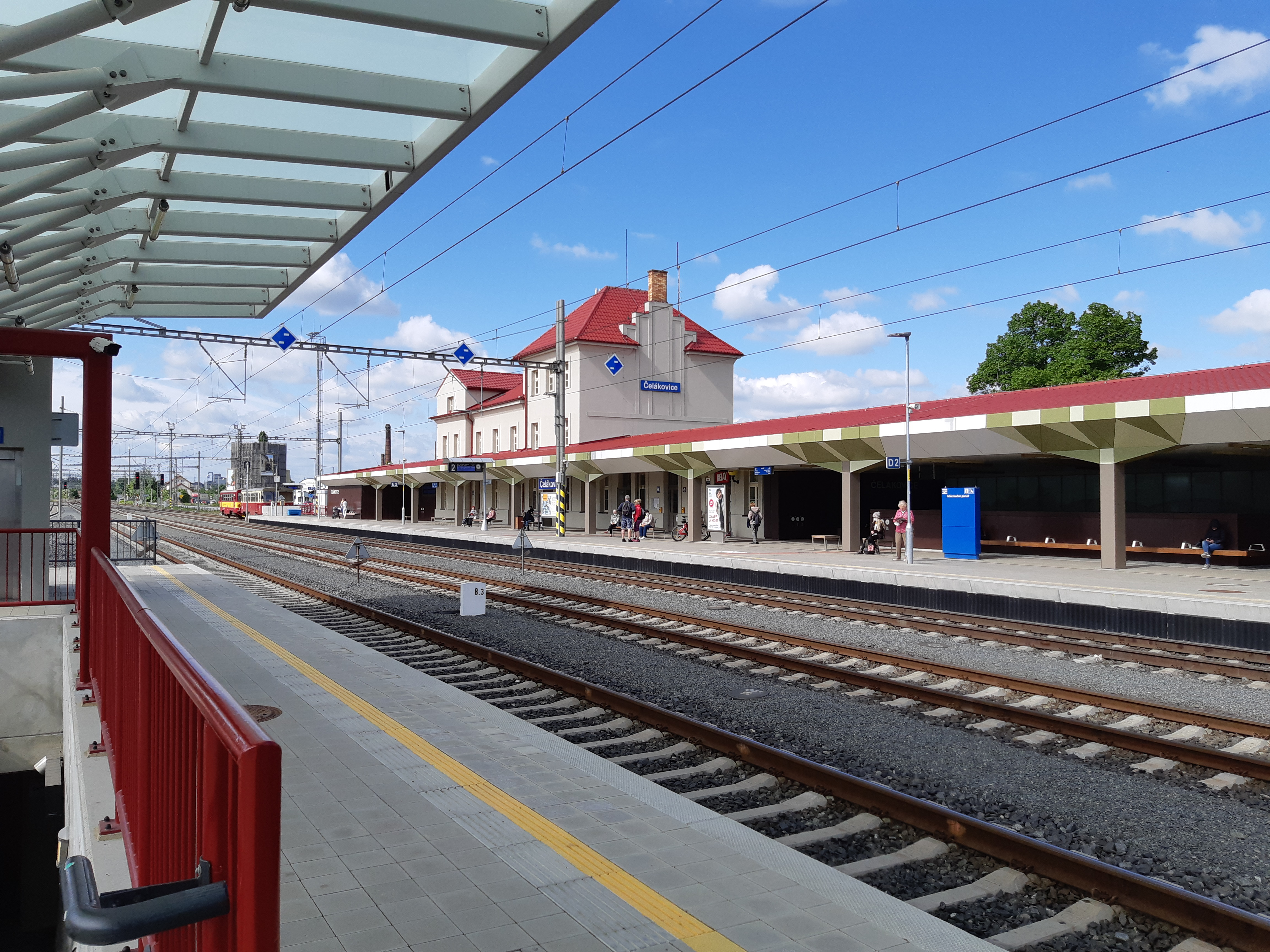
Nádraží po modernizaci (květen 2021)
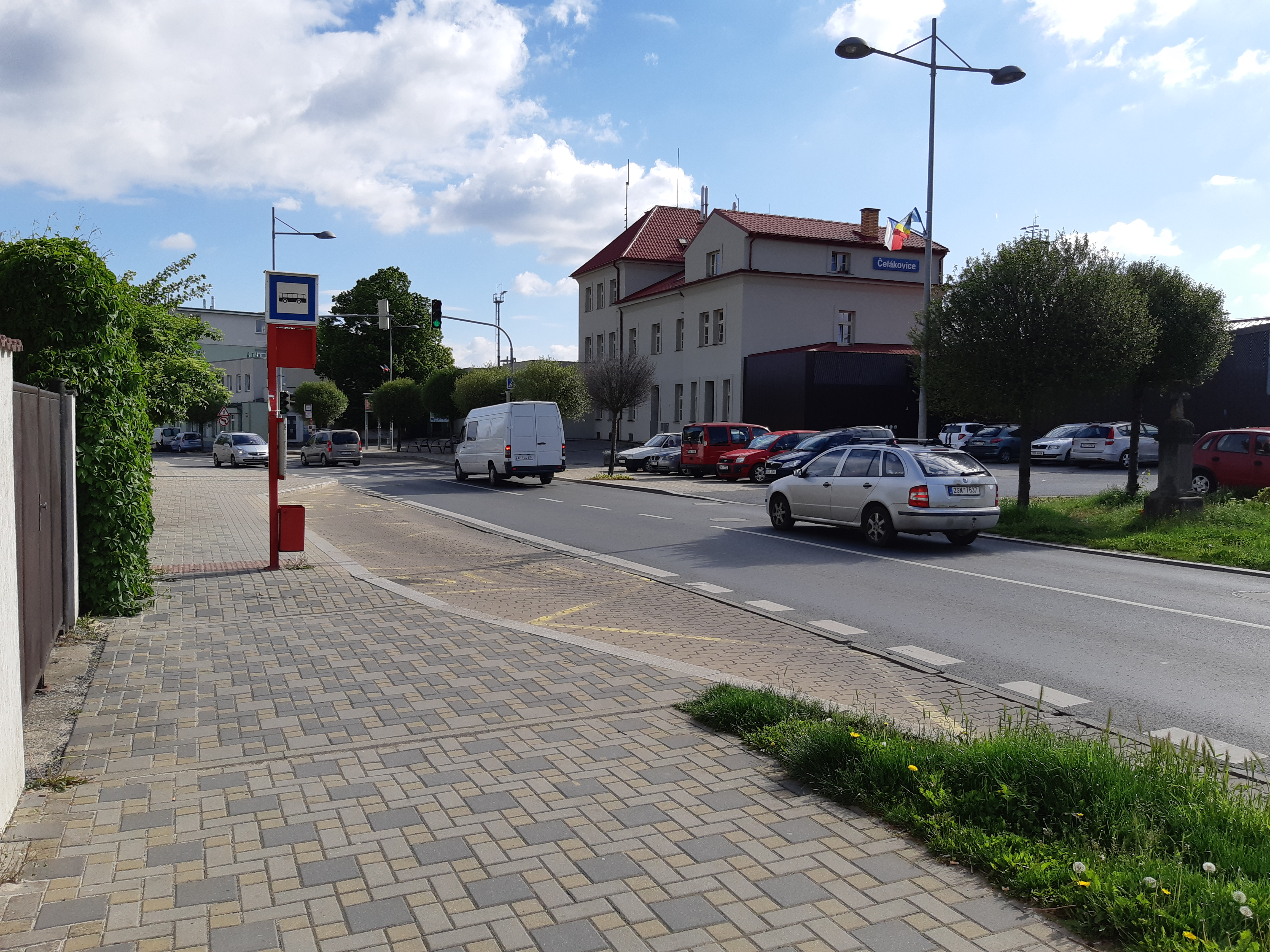
Autobusová zastávka u nádraží
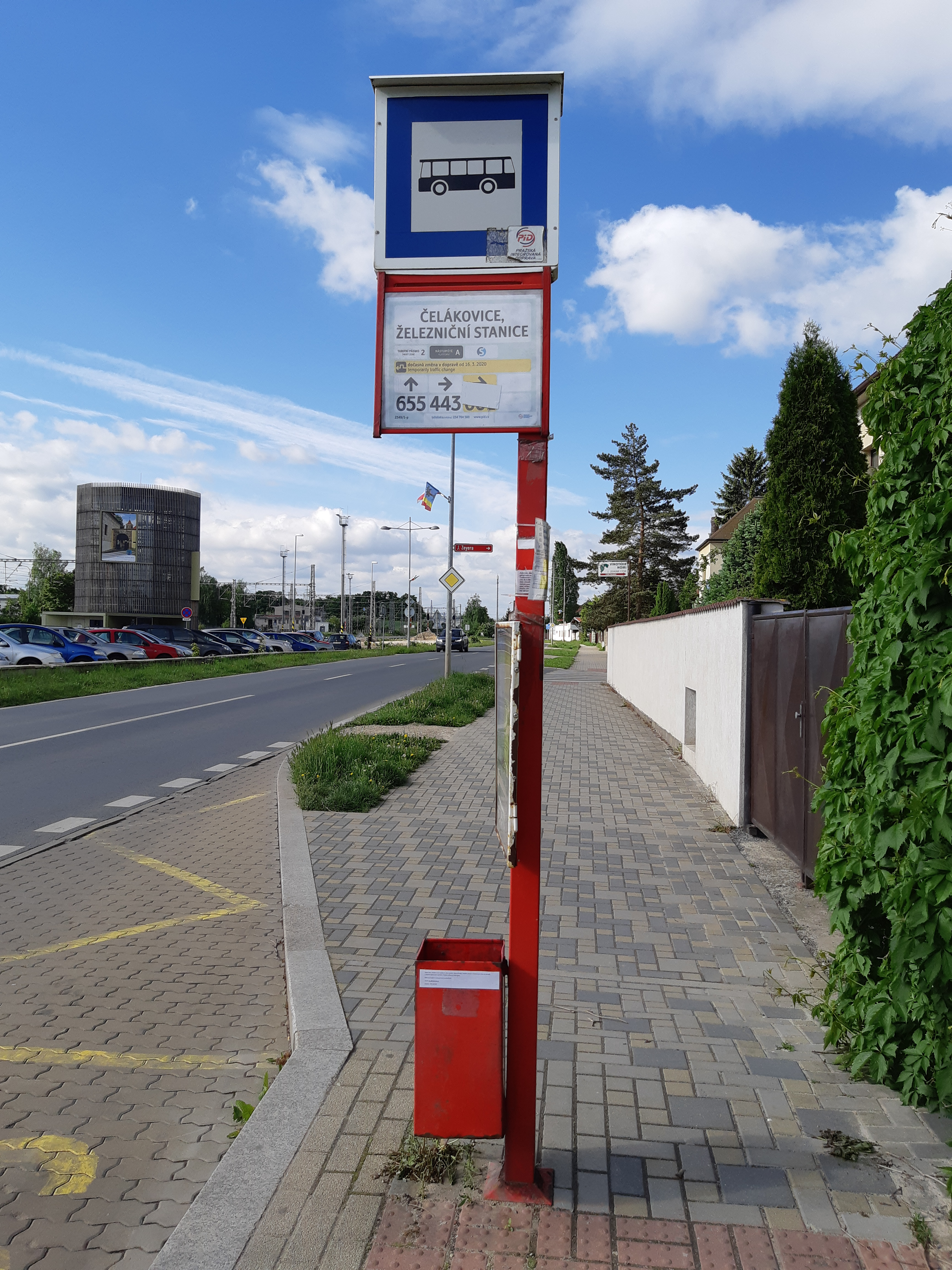
Označník autobusové zastávky
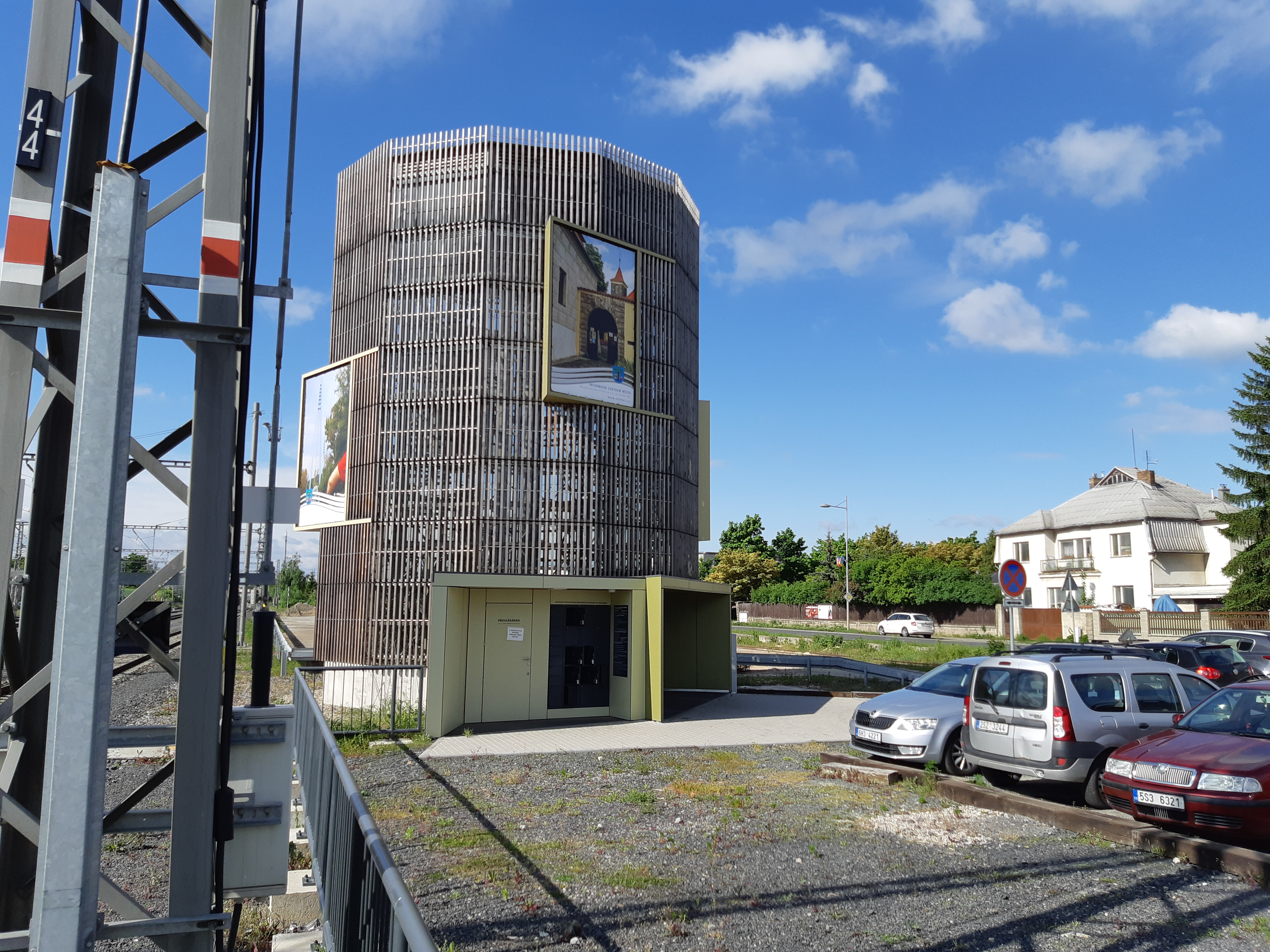
Cyklověž
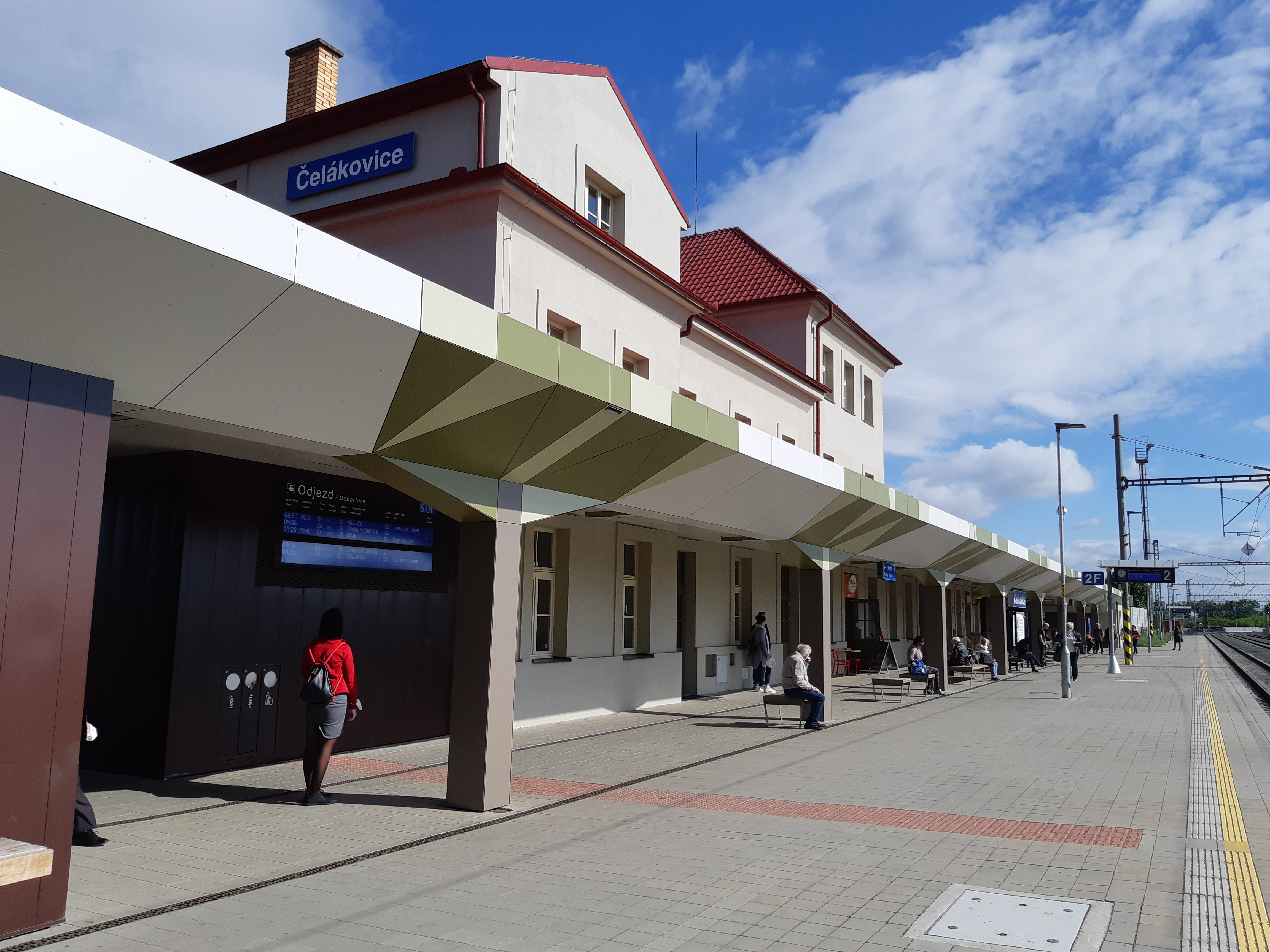
Staniční budova a první nástupiště
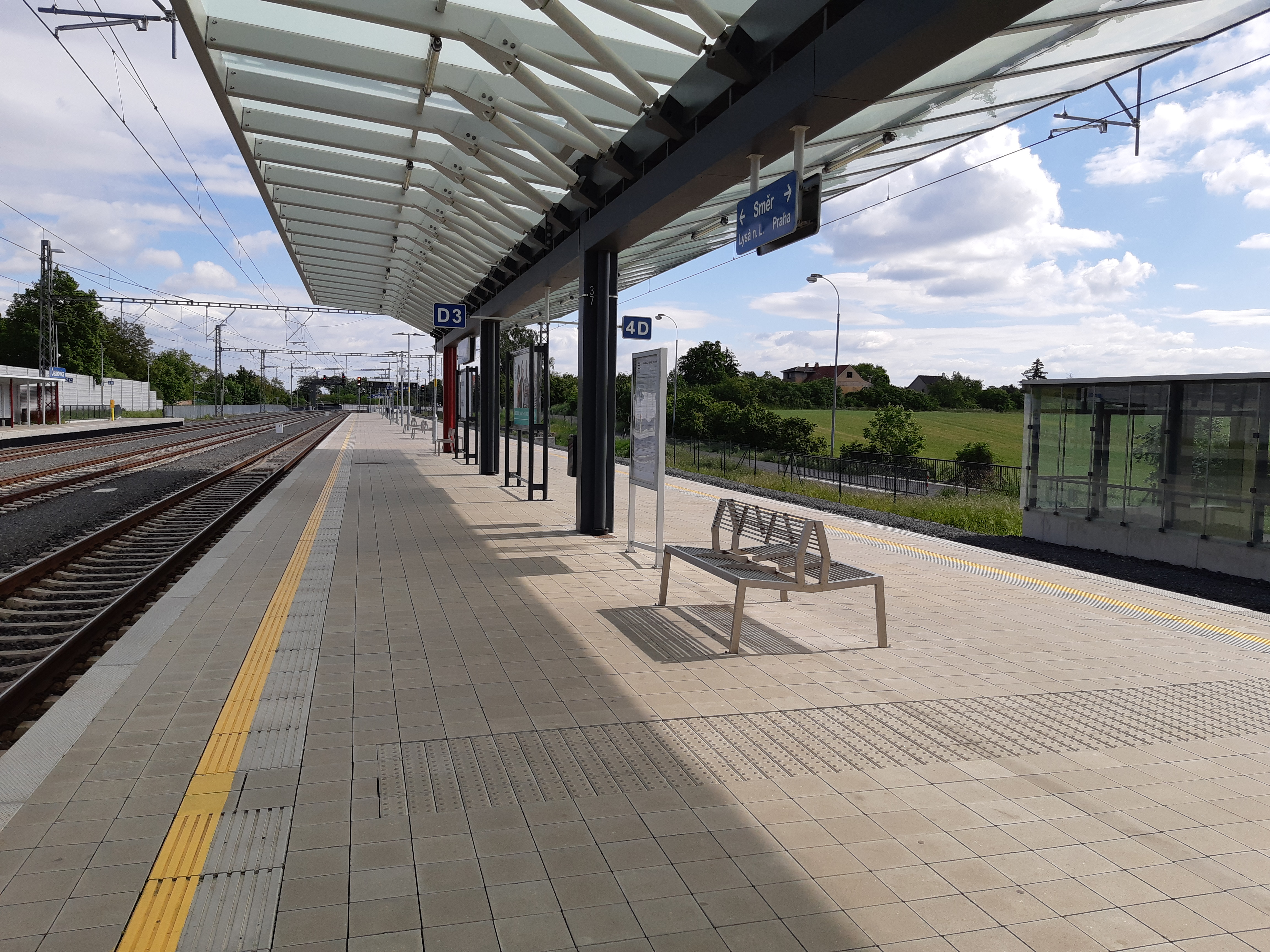
Druhé nástupiště
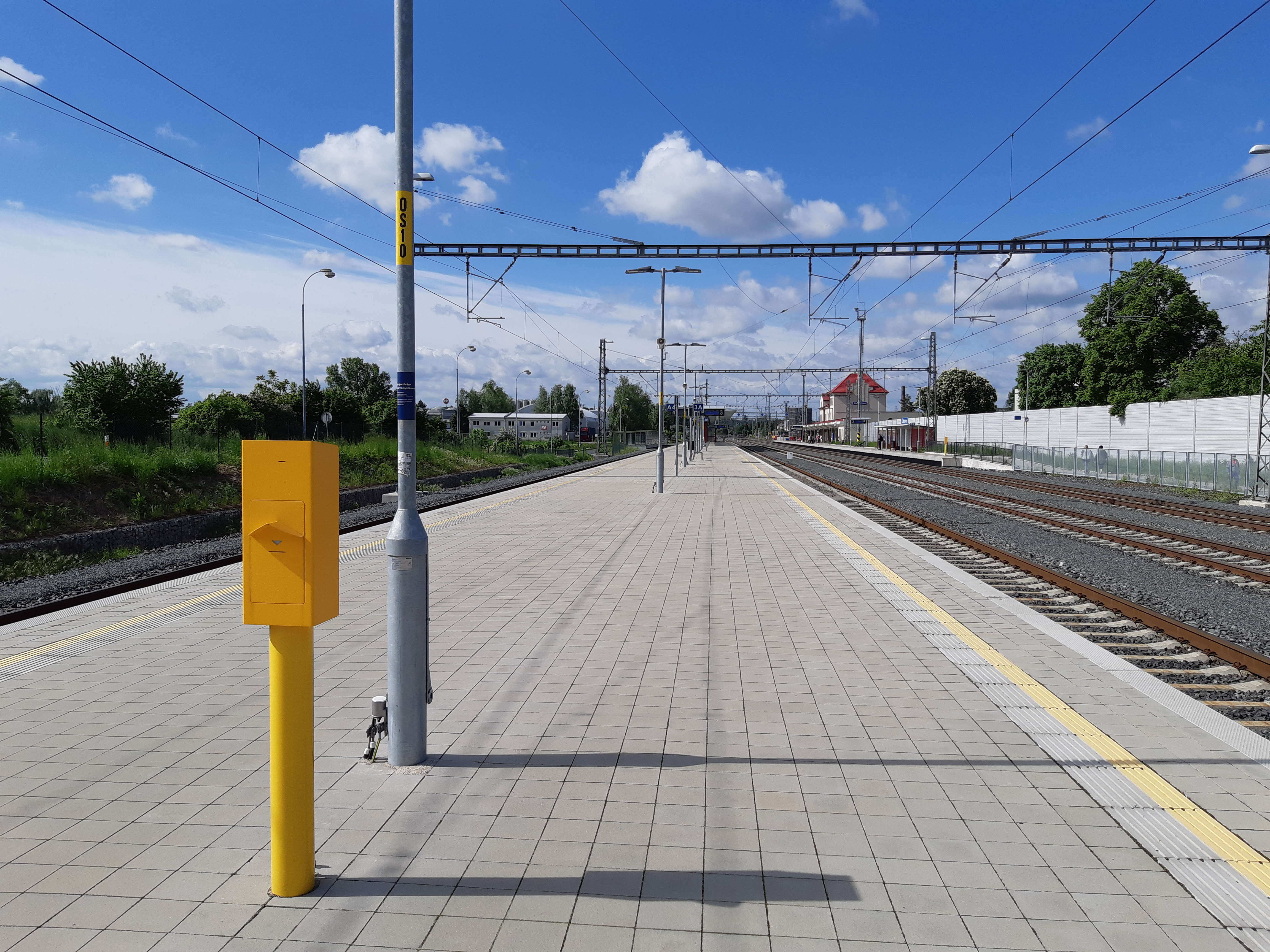
Druhé nástupiště
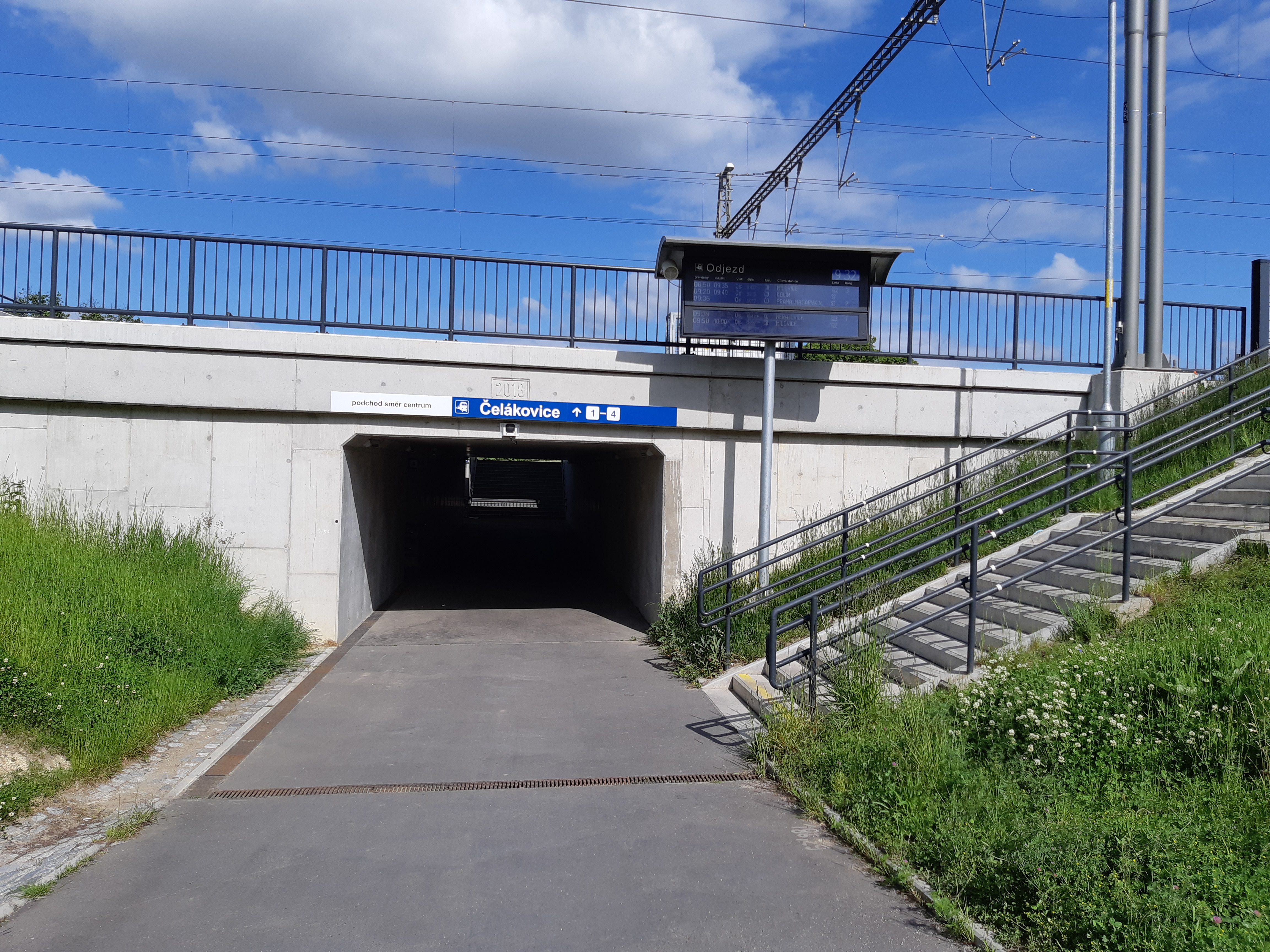
Podchod v severní části nádraží
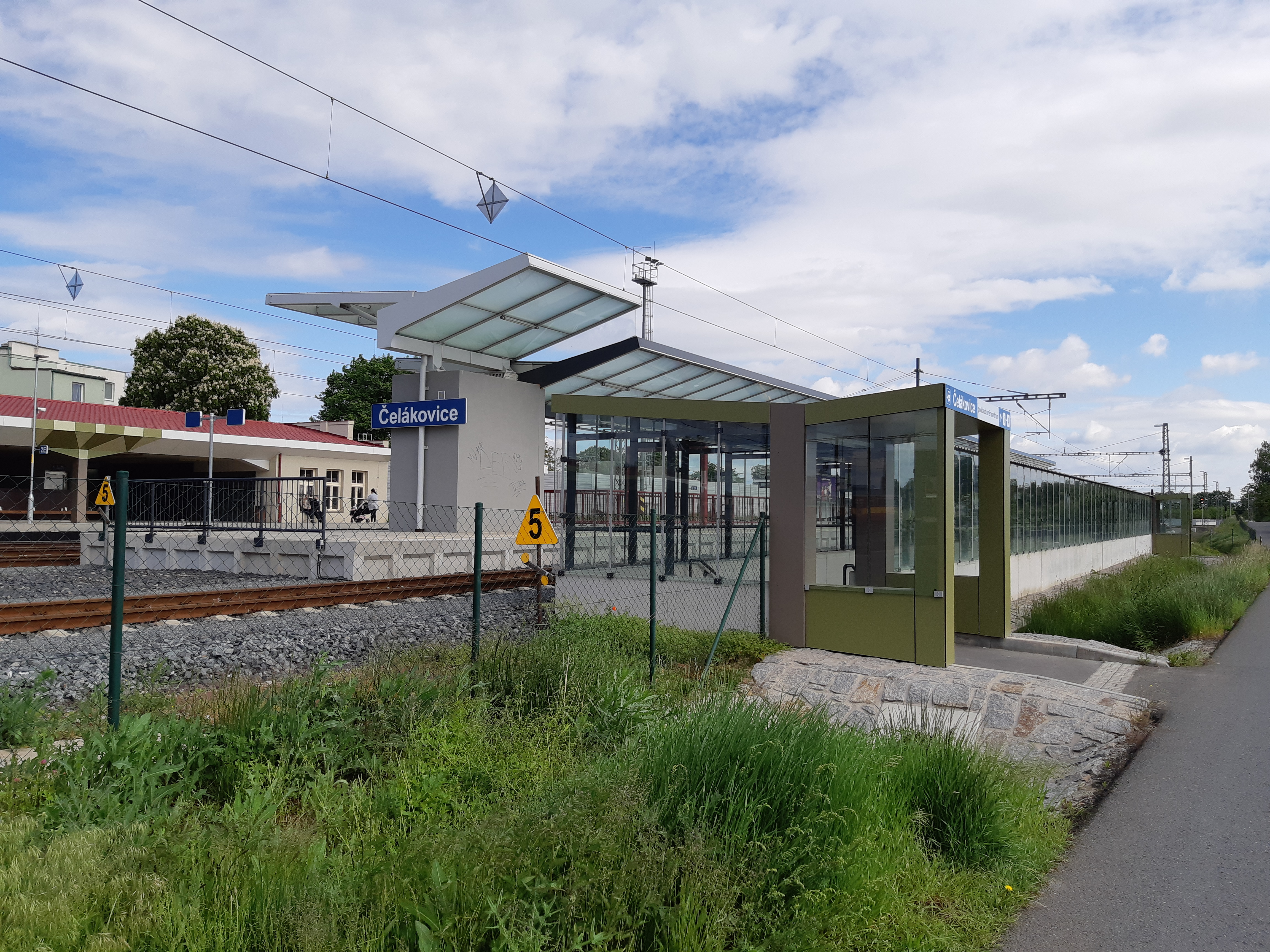
Vstup do jižního podchodu
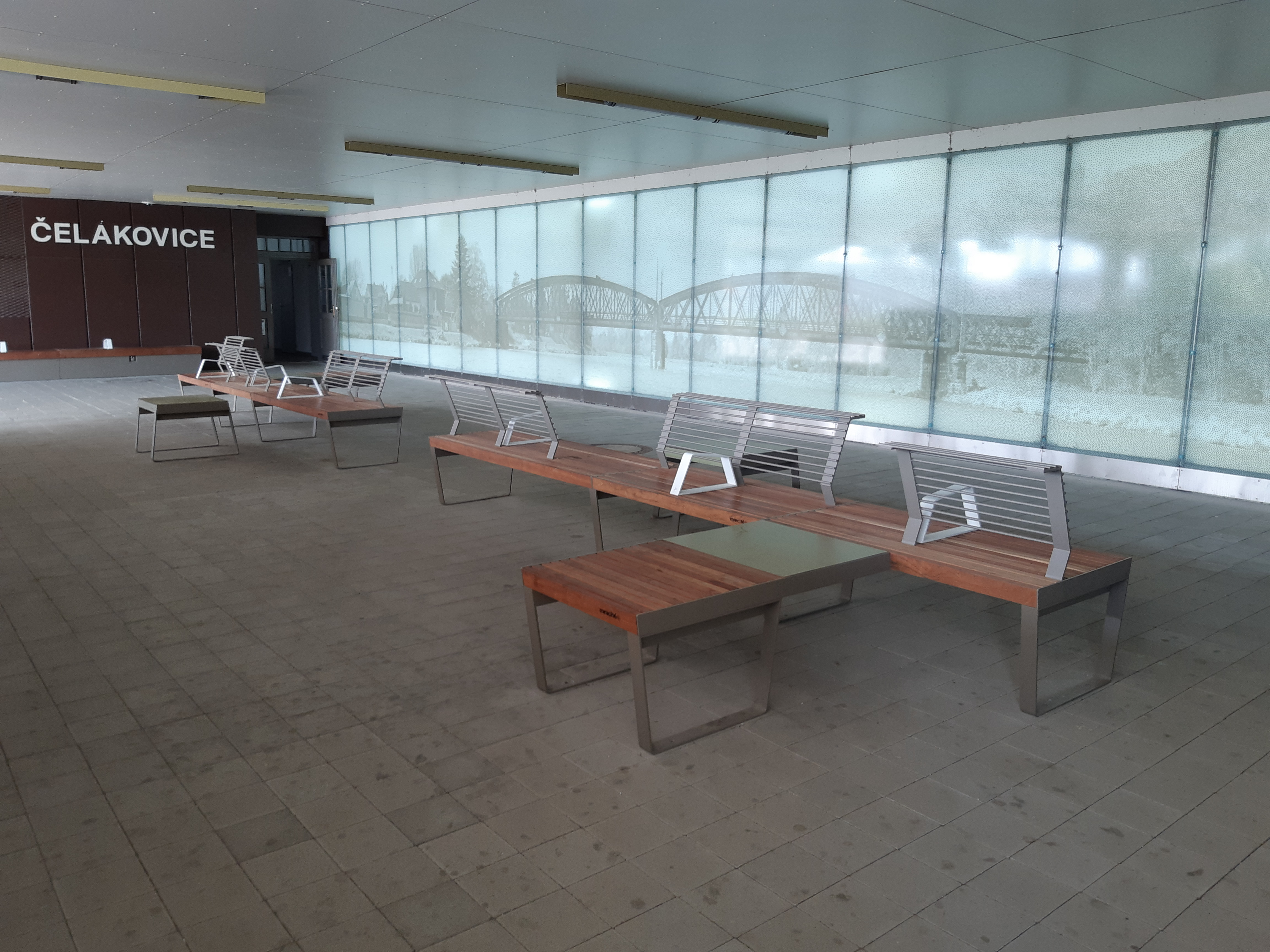
Lavičky v kryté části prvního nástupiště
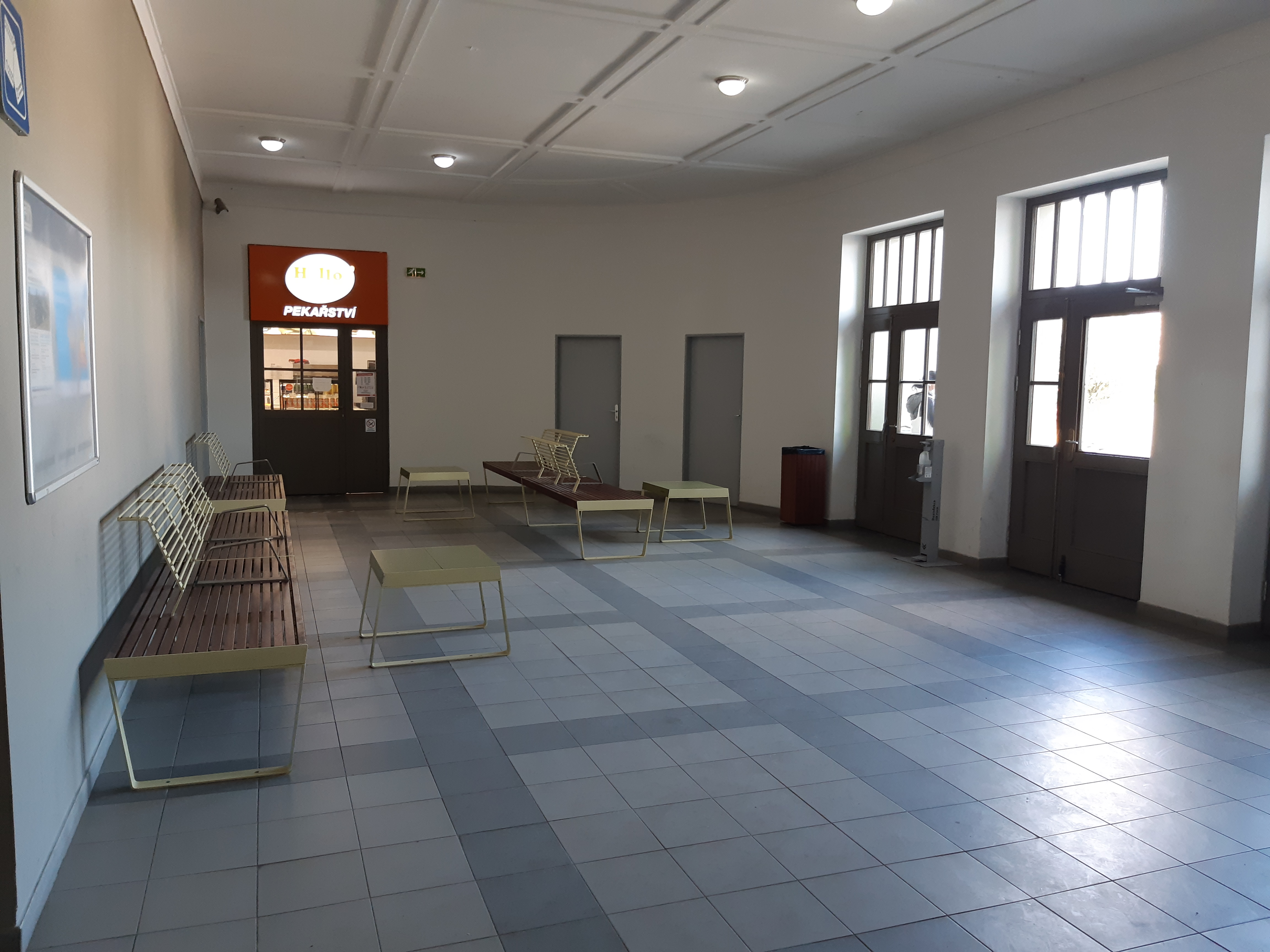
Prostory pro cestující
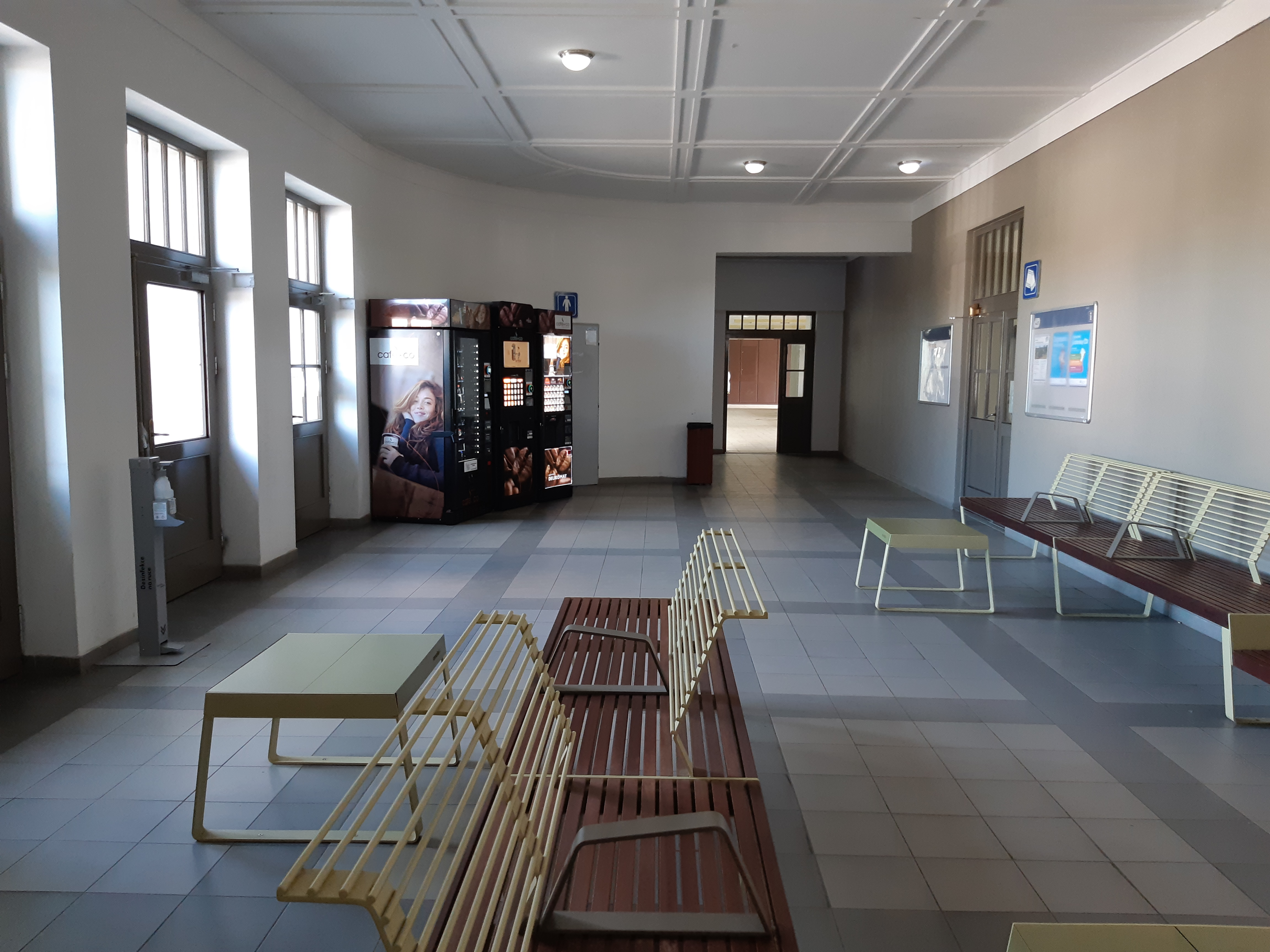
Prostory pro cestující
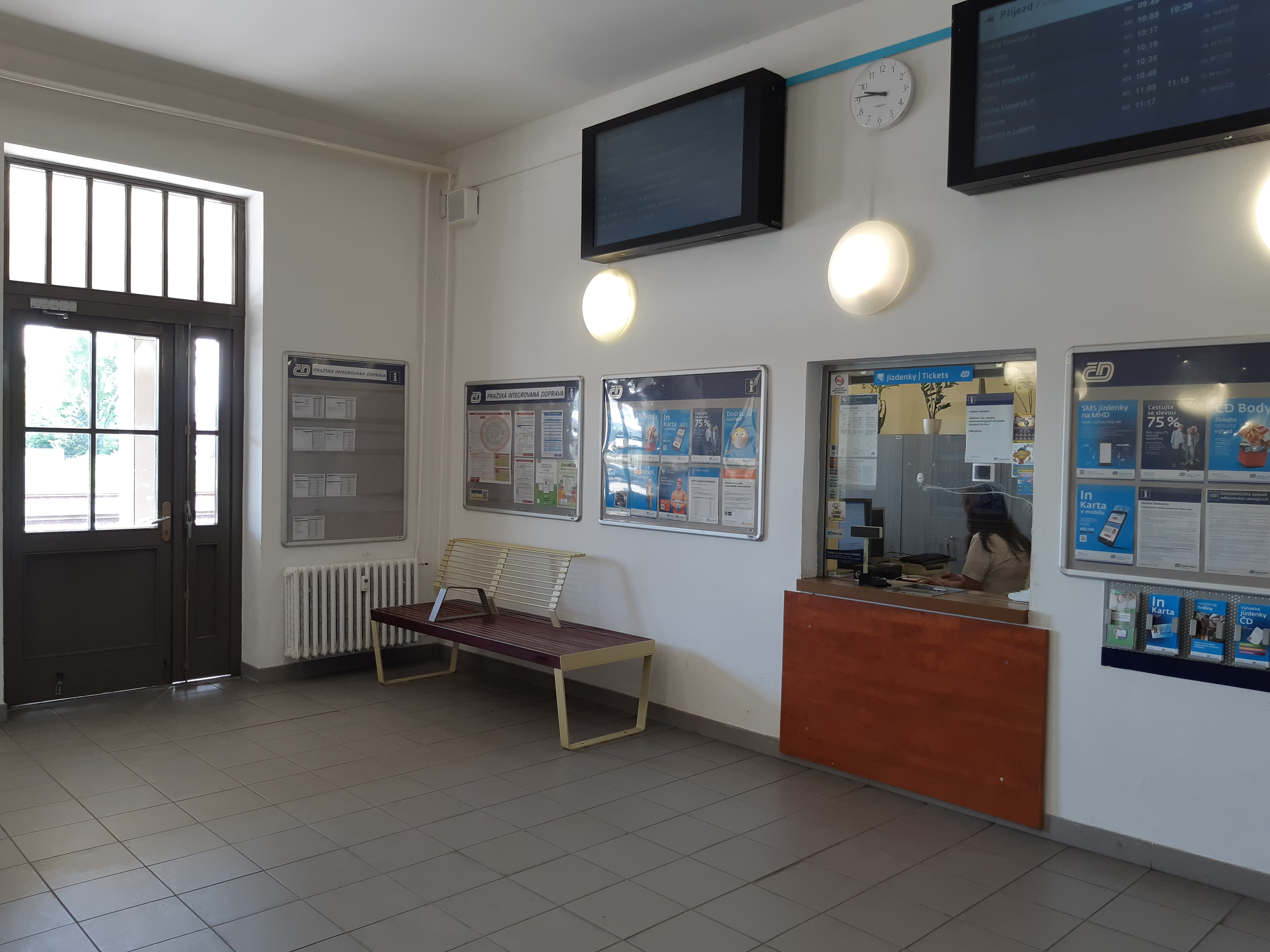
Pokladní přepážka